# Revolution de la Nouvelle-Angleterre
Maillots
Actualités
Dernière mise à jour : 26 décembre 2023.
Le Revolution de la Nouvelle-Angleterre (en anglais : New England Revolution) est un club franchisé de football (soccer) basé dans la région de Boston, jouant à domicile dans la ville de Foxborough, dans le Massachusetts, au Gillette Stadium. L'équipe joue en Major League Soccer (MLS).

## Histoire
À l’occasion de la Coupe du monde en 1994, les instances de la FIFA restructurent ce sport aux États-Unis en exigeant la mise en place d'un championnat professionnel à caractère national. 
Devant le succès de cet événement sportif, Robert Kraft, propriétaire du Kraft Group, mais aussi de la franchise NFL des Patriots de la Nouvelle-Angleterre, jouant dans le Foxboro Stadium, qui accueille certaines des rencontres du Mondial 1994, créé le 6 juin 1995 une franchise dans cette nouvelle ligue.
L'équipe du Revolution de Nouvelle-Angleterre fait alors ses débuts comme l'une des dix équipes fondatrices de la Major League Soccer en 1996.
La franchise peine à s'impose et ne participe que deux fois aux séries éliminatoires au cours des cinq premières années. En 2001, elle atteint la finale de la Coupe des États-Unis, mais est battu par le Galaxy de Los Angeles en finale. En 2002, l'ancien joueur écossais de Liverpool, Steve Nicol, est recruté comme entraineur. Il permet à l'équipe de participer huit fois consécutivement aux séries, en se classant sept fois dans les trois premiers de la conférence Est mais aussi de se hisser quatre fois (2002, 2005, 2006 et 2007) en finale de la MLS. Le Revolution remporte également la Coupe des États-Unis 2007 et la SuperLiga en 2008. Les saisons 2010 et 2011 sont moins auréolées de succès, sans séries éliminatoires, Nicol quitte finalement son poste en octobre 2011.
L'ancien défenseur de l'équipe Jay Heaps est nommé pour le remplacer. Il entraine l'équipe pendant six ans, avec trois qualifications aux séries éliminatoires et atteint la finale de Coupe des États-Unis 2016. Ses mauvais résultats le font remplacer en 2017 par Brad Friedel, qui se maintient à ce poste jusqu'en mai 2019 avant d'être à son tour remplacé par l'ancien entraineur de l'équipe nationale américaine, de D.C. United et du Galaxy de Los Angeles Bruce Arena,,.
Sous la direction d'Arena, le Revolution enchaîne onze rencontres sans défaite jusqu'au 3 août 2019, 2-0. Lors des séries éliminatoires 2019, l'équipe est éliminée dès le premier tour face à Atlanta United. La saison suivante, le Revolution s'incline face au Crew de Columbus au cours de la finale de l'Est. En 2021, l'équipe de la Nouvelle-Angleterre remporte son premier Supporters' Shield et établit un nouveau record en MLS pour le plus grand nombre de points accumulés en une seule saison. Malgré ce record, l'équipe est éliminé en demi-finale de conférence par le New York City FC

## Palmarès et résultats

### Palmarès
| Compétitions nationales | Compétitions internationales |
| - Supporters' Shield (1) - Vainqueur : 2021. - US Open Cup (1) - Vainqueur : 2007. - Finaliste : 2001 et 2016. - Coupe MLS - Finaliste : 2002, 2005, 2006, 2007 et 2014. | - Ligue des champions de la CONCACAF : - Quatre participations. Compétition disparue - SuperLiga (1) : - Trois participations. - Vainqueur : 2008. - Finaliste : 2010. |

### Bilan par saison
| Saison | Saison régulière | Saison régulière | Saison régulière | Saison régulière | Saison régulière | Saison régulière | Saison régulière | Position | Position | Coupe MLS                 | US Open Cup         | Ligue des champions CONCACAF | Affl. moy. saison régulière | Affl. moy. séries éliminat. |
| Saison | M                | V                | N                | D                | BP               | BC               | Pts              | Conf.    | Ligue    | Coupe MLS                 | US Open Cup         | Ligue des champions CONCACAF | Affl. moy. saison régulière | Affl. moy. séries éliminat. |
| ------ | ---------------- | ---------------- | ---------------- | ---------------- | ---------------- | ---------------- | ---------------- | -------- | -------- | ------------------------- | ------------------- | ---------------------------- | --------------------------- | --------------------------- |
| 1996   | 32               | 15               | -                | 17               | 43               | 56               | 33               | 5e/5     | 9e/10    | Non qualifié              | Non inscrit         | Non qualifié                 | 19 025                      | N/Q                         |
| 1997   | 32               | 15               | -                | 17               | 40               | 53               | 37               | 4e/5     | 8e/10    | Demi-finale de conférence | Troisième tour      | Non qualifié                 | 21 423                      | 16 233                      |
| 1998   | 32               | 11               | -                | 21               | 53               | 70               | 29               | 6e/6     | 12e/12   | Non qualifié              | Non inscrit         | Non qualifié                 | 19 188                      | N/Q                         |
| 1999   | 32               | 12               | -                | 20               | 38               | 53               | 26               | 5e/6     | 10e/12   | Non qualifié              | Non inscrit         | Non qualifié                 | 16 735                      | N/Q                         |
| 2000   | 32               | 13               | 6                | 13               | 47               | 49               | 45               | 2e/4     | 7e/12    | Quart de finale           | Deuxième tour       | Non qualifié                 | 15 463                      | 10 723                      |
| 2001   | 27               | 7                | 6                | 14               | 35               | 52               | 27               | 3e/4     | 9e/12    | Non qualifié              | Finale              | Non tenue                    | 15 645                      | N/Q                         |
| 2002   | 28               | 12               | 2                | 14               | 49               | 49               | 38               | 1er/5    | 5e/10    | Finale                    | Non inscrit         | Non qualifié                 | 16 927                      | 19 018                      |
| 2003   | 30               | 12               | 9                | 9                | 55               | 47               | 45               | 2e/5     | 3e/10    | Finale de conférence      | Quart de finale     | Premier tour                 | 14 641                      | 14 823                      |
| 2004   | 30               | 8                | 9                | 13               | 42               | 43               | 33               | 4e/5     | 9e/10    | Finale de conférence      | Quatrième tour      | Non qualifié                 | 12 226                      | 5 679                       |
| 2005   | 32               | 17               | 8                | 7                | 55               | 37               | 59               | 1er/6    | 2e/12    | Finale                    | Quatrième tour      | Non qualifié                 | 12 525                      | 13 849                      |
| 2006   | 32               | 12               | 12               | 8                | 39               | 35               | 48               | 2e/6     | 3e/12    | Finale                    | Quart de finale     | Quart de finale              | 11 786                      | 9 372                       |
| 2007   | 30               | 14               | 8                | 8                | 51               | 43               | 50               | 2e/7     | 4e/13    | Finale                    | Champion            | Non qualifié                 | 16 787                      | 10 217                      |
| 2008   | 30               | 12               | 7                | 11               | 40               | 43               | 43               | 3e/7     | 4e/14    | Demi-finale de conférence | Demi-finale         | Tour préliminaire            | 17 580                      | 5 221                       |
| 2008   | 30               | 12               | 7                | 11               | 40               | 43               | 43               | 3e/7     | 4e/14    | Demi-finale de conférence | Demi-finale         | Champion (SL)                | 17 580                      | 5 221                       |
| 2009   | 30               | 11               | 9                | 10               | 33               | 37               | 42               | 3e/7     | 7e/15    | Demi-finale de conférence | Troisième tour      | Non qualifié                 | 13 732                      | 7 416                       |
| 2009   | 30               | 11               | 9                | 10               | 33               | 37               | 42               | 3e/7     | 7e/15    | Demi-finale de conférence | Troisième tour      | Demi-finale (SL)             | 13 732                      | 7 416                       |
| 2010   | 30               | 9                | 5                | 16               | 32               | 50               | 32               | 6e/8     | 13e/16   | Non qualifié              | Non qualifié        | Non qualifié                 | 12 987                      | N/Q                         |
| 2010   | 30               | 9                | 5                | 16               | 32               | 50               | 32               | 6e/8     | 13e/16   | Non qualifié              | Non qualifié        | Finale (SL)                  | 12 987                      | N/Q                         |
| 2011   | 34               | 5                | 13               | 16               | 38               | 58               | 28               | 9e/9     | 17e/18   | Non qualifié              | Non qualifié        | Non qualifié                 | 13 222                      | N/Q                         |
| 2012   | 34               | 9                | 8                | 17               | 39               | 44               | 35               | 9e/10    | 16e/19   | Non qualifié              | Troisième tour      | Non qualifié                 | 14 002                      | N/Q                         |
| 2013   | 34               | 14               | 9                | 11               | 49               | 38               | 51               | 3e/10    | 7e/19    | Demi-finale de conférence | Quart de finale     | Non qualifié                 | 14 861                      | 15 164                      |
| 2014   | 34               | 17               | 4                | 13               | 51               | 46               | 55               | 2e/10    | 5e/19    | Finale                    | Quart de finale     | Non qualifié                 | 16 681                      | 26 441                      |
| 2015   | 34               | 14               | 8                | 12               | 48               | 47               | 50               | 5e/10    | 11e/20   | Premier tour              | Quatrième tour      | Non qualifié                 | 19 626                      | N/Q                         |
| 2016   | 34               | 11               | 9                | 14               | 44               | 54               | 42               | 7e/10    | 14e/20   | Non qualifié              | Finale              | Non qualifié                 | 20 185                      | N/Q                         |
| 2017   | 34               | 13               | 6                | 15               | 53               | 61               | 45               | 7e/11    | 15e/22   | Non qualifié              | Quart de finale     | Non qualifié                 | 19 367                      | N/Q                         |
| 2018   | 34               | 10               | 11               | 13               | 49               | 55               | 41               | 8e/11    | 16e/23   | Non qualifié              | Quatrième tour      | Non qualifié                 | 18 347                      | N/Q                         |
| 2019   | 34               | 11               | 12               | 11               | 50               | 57               | 45               | 7e/12    | 14e/24   | Premier tour              | Huitièmes de finale | Non qualifié                 | 16 737                      | N/A                         |
| 2020   | 23               | 8                | 8                | 7                | 26               | 25               | 32               | 8e/14    | 15e/26   | Finale de conférence      | Annulée             | Non qualifié                 | N/A                         | N/A                         |
| 2021   | 34               | 22               | 7                | 5                | 65               | 41               | 73               | 1er/14   | 1er/27   | Demi-finale de conférence | Non tenue           | Non qualifié                 | 12 967                      | 25 509                      |
| 2022   | 34               | 10               | 12               | 12               | 47               | 50               | 42               | 10e/14   | 20e/28   | Non qualifié              | Huitièmes de finale | Quart de finale              | 18 861                      | N/Q                         |
| 2023   | 34               | 15               | 10               | 9                | 58               | 46               | 55               | 5e/15    | 6e/29    | Premier tour              | Quatrième tour      | Non qualifié                 | 23 940                      | 15 214                      |

#### Meilleurs buteurs par saison
| Saison | Meilleurs buteurs | Meilleurs buteurs |
| Saison | Joueurs           | Buts              |
| ------ | ----------------- | ----------------- |
| 1996   | Joe-Max Moore     | 11                |
| 1997   | Imad Baba         | 7                 |
| 1997   | Beto Naveda       | 7                 |
| 1998   | Raúl Díaz Arce    | 18                |
| 1999   | Joe-Max Moore     | 15                |
| 2000   | Wolde Harris      | 16                |
| 2001   | Catê              | 10                |
| 2002   | Taylor Twellman   | 25                |
| 2003   | Taylor Twellman   | 17                |
| 2004   | Pat Noonan        | 13                |
| 2005   | Taylor Twellman   | 17                |

| Saison | Meilleurs buteurs | Meilleurs buteurs |
| Saison | Joueurs           | Buts              |
| ------ | ----------------- | ----------------- |
| 2006   | Taylor Twellman   | 15                |
| 2007   | Taylor Twellman   | 23                |
| 2008   | Steve Ralston     | 9                 |
| 2008   | Taylor Twellman   | 9                 |
| 2009   | Kheli Dube        | 10                |
| 2010   | Marko Perović     | 8                 |
| 2011   | Shalrie Joseph    | 8                 |
| 2012   | Saër Sène         | 11                |
| 2013   | Diego Fagúndez    | 13                |
| 2014   | Lee Nguyen        | 19                |
| 2015   | Charlie Davies    | 10                |

| Saison | Meilleurs buteurs | Meilleurs buteurs |
| Saison | Joueurs           | Buts              |
| ------ | ----------------- | ----------------- |
| 2016   | Juan Agudelo      | 9                 |
| 2016   | Kei Kamara        | 9                 |
| 2017   | Kei Kamara        | 12                |
| 2018   | Cristian Penilla  | 12                |
| 2019   | Carles Gil        | 10                |
| 2020   | Teal Bunbury      | 8                 |
| 2020   | Gustavo Bou       | 8                 |
| 2021   | Adam Buksa        | 17                |
| 2022   | Adam Buksa        | 11                |
| 2023   | Carles Gil        | 11                |
| 2023   | Gustavo Bou       | 11                |

## Joueurs et personnalités du club

### Directeurs
Le tableau suivant présente la liste des directeurs du club depuis 1995.
| Rang | Nom             | Période   |
| ---- | --------------- | --------- |
| 1    | Brian O'Donovan | 1995-2000 |
| 2    | Todd Smith      | 2001-2002 |
| 3    | Craig Tornberg  | 2003-2008 |
| 4    | Michael Burns   | 2011-2019 |

### Entraîneurs
Le tableau suivant présente la liste des entraîneurs du club depuis 1996.
| Rang | Entraîneur                | Nationalité | Début             | Fin               | Matchs | Victoires | Nuls | Défaites | % victoires | Palmarès                                           |
| ---- | ------------------------- | ----------- | ----------------- | ----------------- | ------ | --------- | ---- | -------- | ----------- | -------------------------------------------------- |
| 1    | Frank Stapleton           | Irlande     | 4 janvier 1996    | 26 septembre 1996 | 32     | 9         | 8    | 15       | 28.13%      |                                                    |
| 2    | Thomas Rongen             | Pays-Bas    | 5 novembre 1996   | 24 août 1998      | 61     | 17        | 14   | 30       | 27.87%      |                                                    |
| 3    | Walter Zenga              | Italie      | 24 août 1998,     | 30 septembre 1999 | 36     | 9         | 12   | 15       | 25%         |                                                    |
| 4    | Steve Nicol (intérim)     | Écosse      | 30 septembre 1999 | 29 novembre 1999  | 2      | 1         | 1    | 0        | 50%         |                                                    |
| 5    | Fernando Clavijo          | États-Unis  | 29 novembre 1999  | 23 mai 2002       | 75     | 27        | 13   | 35       | 36%         |                                                    |
| 6    | Steve Nicol               | Écosse      | 23 mai 2002       | 24 octobre 2011   | 365    | 138       | 97   | 130      | 37.81%      | 1x Coupe des États-Unis (2007) 1x SuperLiga (2008) |
| 7    | Jay Heaps                 | États-Unis  | 15 novembre 2011  | 19 septembre 2017 | 223    | 88        | 46   | 89       | 39.46%      |                                                    |
| 8    | Tom Soehn (intérim)       | États-Unis  | 19 septembre 2017 | 9 novembre 2017   | 5      | 3         | 1    | 1        | 60%         |                                                    |
| 9    | Brad Friedel              | États-Unis  | 9 novembre 2017   | 9 mai 2019        | 47     | 12        | 13   | 22       | 25.53%      |                                                    |
| 10   | Mike Lapper (intérim)     | États-Unis  | 9 mai 2019        | 14 mai 2019       | 3      | 1         | 2    | 0        | 33.33%      |                                                    |
| 11   | Bruce Arena               | États-Unis  | 14 mai 2019       | 1er août 2023,    | 150    | 68        | 44   | 38       | 45.33%      | 1x Supporters' Shield (2021)                       |
| 12   | Richie Williams (intérim) | États-Unis  | 1er août 2023,    | En poste          | 6      | 1         | 4    | 1        | 16.66%      |                                                    |

## Stades

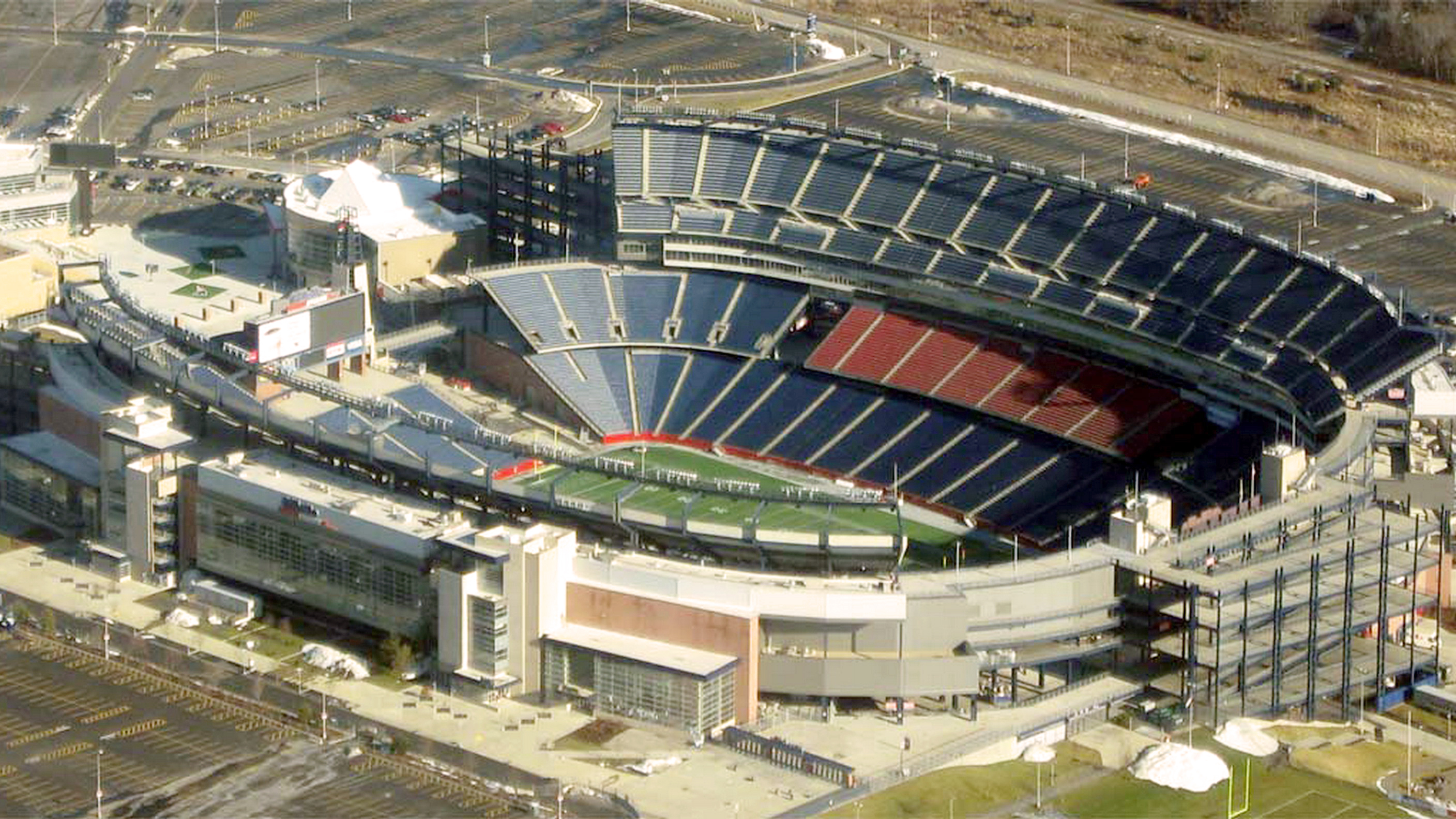
Le Stade Gillette est le stade des Revolution de la Nouvelle-Angleterre depuis 2002

- Foxboro Stadium : Foxborough (1996–2001)
- Gillette Stadium : Foxborough  (2002–aujourd'hui)
- Lusitano Stadium : Ludlow  (2003–2005) 3 matchs en US Open Cup
- Veterans Stadium : New Britain  (2007–2009) 4 matchs en US Open Cup

Le club joue ses matchs à domicile à Foxborough depuis sa création - d'abord dans le Foxboro Stadium et par la suite au Gillette Stadium. Il partage le stade avec les Patriots de la Nouvelle-Angleterre de la National Football League.
Le 14 juin 2006, la MLS annonce que le club a l'espoir de construire un nouveau stade entièrement destiné au soccer. Les offres sortent alors dans les villes locales autour de la Nouvelle-Angleterre pour voir où les Revs pourraient construire leur nouveau stade.
Le 2 août 2007, le Boston Herald publie un article affirmant que la ville de Somerville a eu avec le club des "discussions préliminaires" sur la construction d'un stade de 20 000 à 25 000 sièges sur un site situé près de l'Interstate 93 Innerbelt, et pourrait coûter entre 50 $ et 200 $ millions sur la base d'autres stades de football spécifiques similaires construits par de grandes équipes de football de la Ligue. 
Après un hiatus de deux ans, le club renouvelle son intention de construire un stade à Somerville. Dans un entretien de juillet 2010 avec Robert Kraft, propriétaire de l'équipe, ce dernier déclare que plus d'un million de dollars ont été investis dans la recherche d'un site approprié, de préférence dans le noyau urbain. Cependant, le club dispose également de trois autres sites en considération dans le cas de résiliation de la proposition.

## Identité du club

Logo de 1996 à 1999.
Logo de 2009 à 2021.
Logo à partir de 2022[27].

## Autres équipes

Logo du New England Revolution II

### Équipe réserve
En 2005, l'organisation du Revolution de la Nouvelle-Angleterre décide de la création d'une équipe réserve, intégrant alors la MLS Reserve Division, jusqu'en 2012. Puis, les Rhinos de Rochester sont l'équipe réserve du Revolution par un système d'affiliation de 2013 jusqu'à la fin de la saison 2016,.
Depuis la saison 2020, le Revolution II de la Nouvelle-Angleterre (en anglais : New England Revolution II) est l'équipe réserve. Le Revolution II, évoluant dans la USL League One (troisième division). Le Revolution de la Nouvelle-Angleterre annonce le 9 octobre 2019 leur intention de créer une équipe réserve évoluant dans la USL League One. L'équipe dispute ses rencontres au Gillette Stadium, situé à Foxborough. Le 20 novembre, le premier entraîneur-chef de l'équipe réserve est l'ancien entraîneur adjoint de la North Carolina FC, Clint Peay (en).

#### Bilan par saison
| Année | Niv. | Ligue      | Saison régulière | Saison régulière | Saison régulière | Saison régulière | Saison régulière | Saison régulière | Saison régulière | Position | Position | Séries | Affl. moy. saison régulière | Affl. moy. séries éliminat. | Meilleurs buteurs | Meilleurs buteurs |
| Année | Niv. | Ligue      | M                | V                | N                | D                | BP               | BC               | Pts              | Conf.    | Ligue    | Séries | Affl. moy. saison régulière | Affl. moy. séries éliminat. | Joueurs           | Buts              |
| ----- | ---- | ---------- | ---------------- | ---------------- | ---------------- | ---------------- | ---------------- | ---------------- | ---------------- | -------- | -------- | ------ | --------------------------- | --------------------------- | ----------------- | ----------------- |
| 2020  | 3    | League One | 0                | 0                | 0                | 0                | 0                | 0                | 0                | -        |          |        |                             |                             |                   | 0                 |

### Sections jeunes

Logo du New England Revolution Academy

L'Académie du Revolution de la Nouvelle-Angleterre (en anglais : New England Revolution Academy) est un centre de formation de jeunes joueurs de soccer faisant partie de la franchise professionnelle du Revolution de la Nouvelle-Angleterre. L'Académie possède un programme d'entraînement et du développement des joueurs jeunes jusqu'aux moins de dix-neuf ans. Les équipes des moins de quatorze jusqu'aux moins de dix-neuf ans, évoluent dans les ligues de la U.S. Soccer Development Academy (USSDA),. Ces équipes disputent leurs rencontres sur les terrains annexes du Gillette Stadium ou du Dana-Farber Field House.
Depuis 2016 le Revolution Academy a des partenariats avec trois clubs basé dans la Nouvelle-Angleterre : le Bayside FC, le NEFC et le Valeo FC,.
| Poste     | Joueur           | Années au club | Poste     | Joueur          | Années au club |
| --------- | ---------------- | -------------- | --------- | --------------- | -------------- |
| Attaquant | Diego Fagúndez   | 2011-0000      | Attaquant | Justin Rennicks | 2019-0000      |
| Milieu    | Scott Caldwell   | 2013-0000      | Milieu    | Nicolas Firmino | 2019-0000      |
| Milieu    | Zachary Herivaux | 2015-2019      | Milieu    | Damian Rivera   | 2020-0000      |
| Milieu    | Isaac Angking    | 2018-0000      | 0         | 0               | 0              |